# オメトエート
オメトエート (Omethoate) は、有機リン系の殺虫剤または殺ダニ剤である。この化合物は皮膚と粘膜を刺激する。また、鳥、クマネズミ、カエルを衰弱または死に至らすことが知られている。

## 性質
オメトエートは、可燃性、低揮発性、油性で無色の液体である。135℃以上に加熱すると分解される。
アセチルコリンエステラーゼを阻害する。オメトエートはジメトエートの代謝物の中で最も毒性が高い。

## 使用
オメトエートは殺虫剤として使用されている。